# ماریو بلیزناکوف
ماریو بلیزناکوف (بلغاری: Марио Близнаков؛ زادهٔ ۹ اوت ۱۹۸۲) بازیکن فوتبال اهل بلغارستان است.